# Francis Ambrière
Francis Ambrière, pseudonyme de Charles Letellier, né le 27 septembre 1907 à Paris et mort le 2 juillet 1998 au Touquet,, est un homme de lettres, romancier, journaliste et éditeur français.

## Biographie
Francis Ambrière se fait connaître pour son roman Les Grandes Vacances qui raconte la vie des prisonniers de guerre français en 1939-1945, notamment ceux du Stalag 369 où il est détenu en tant que sous-officier. Cet ouvrage est récompensé par le prix Goncourt 1940 qui est réservé et décerné en 1946 en raison de la Seconde Guerre mondiale. 
De 1945 à 1972, il est directeur de la collection Guide bleu aux éditions Hachette. Il est l'auteur de plusieurs Guides bleus par exemple sur Paris en 1949 puis sur la Grèce en 1957 ou sur l'Italie, paru en 1960.   
Dans la même période, il dirige la revue Connaissance du Monde et devient vice-président du prix Albert-Londres de 1972 à 1989.
Francis Ambrière est directeur de l'Université des Annales de 1947 à 1971, ainsi que des Annales politiques et littéraires qui en publient les conférences.
Il était marié à Madeleine Ambrière, née Fargeaud (1925-2014), professeur à l'université de Paris-Sorbonne, spécialiste de Balzac.

## Ouvrages sur le théâtre romantique et l'histoire littéraire
C'est avant la seconde guerre mondiale, alors qu'il chronique les ventes aux enchères pour le journal Les Nouvelles littéraires, que Francis Ambrière commence à s'intéresser au théâtre romantique, en découvrant des lettres inédites de l'actrice Marie Dorval à Jules Sandeau. Passionné de théâtre et d'histoire, il se lance dans plusieurs décennies d'exploration d'archives, avec également sa femme Madeleine Ambrière.
Ce travail aboutira à la publication de trois ouvrages : Le Siècle des Valmore au Seuil en 1987, qui obtient le Prix Chateaubriand, Mademoiselle Mars et Marie Dorval : au théâtre et dans la vie, chez le même éditeur en 1992, prix Roland-de-Jouvenel en 1993 et Talma ou L'histoire au théâtre, publié avec Madeleine Ambrière en 2007 aux éditions de Fallois, qui obtient le prix Premier-Empire en 2008.

## Ouvrages (sélection)
- Joachim du Bellay, Firmin-Didot, 1930.
- Estaunié, John Charpentier, Francis Ambrière, Firmin-Didot, 1932.
- Le Favori de François Ier Bonnivet, Amiral de France, Hachette, 1936
- Les Grandes Vacances, 1939-1945, Les Éditions de la nouvelle France, 1946, (rééd. Éditions du Seuil, 1956) - Prix Goncourt 1940 (réservé, décerné de manière rétrospective en 1946).
- Le Solitaire de la Cervara, V. Attinger, 1947.
- Le Maroc, Les Documents d'art, 1952.
- Théâtre et Collectivité, Flammarion, 1953.
- « Français captifs : Prisonniers », dans Jacques Meyer (dir.) et alii (préf. Emmanuel Berl), Vie et Mort des Français (1939-1945), Paris, Hachette (réimpr. 1980) (1re éd. 1971), 614 p., p. 67-108.
- Le Siècle des Valmore, Seuil, 1987 (compte-rendu, par Claude Sicard) - Prix Chateaubriand 1987.
- Mademoiselle Mars et Marie Dorval : au théâtre et dans la vie, Seuil, 1992 — Prix Roland de Jouvenel[10] 1993[11].
- Talma, ou l'Histoire au théâtre, Madeleine Ambrière, Francis Ambrière, Éditions de Fallois, 2007.  (ISBN 978-2-87706-638-9)